# Hemerobius elongatus
Hemerobius elongatus is een insect uit de familie van de bruine gaasvliegen (Hemerobiidae), die tot de orde netvleugeligen (Neuroptera) behoort. 
Hemerobius elongatus is voor het eerst wetenschappelijk beschreven door Monserrat in 1990.